# Ionisation de Penning
L'ionisation de Penning est  un procédé d'ionisation qui implique des réactions entre des molécules et des atomes neutres,. Ce procédé fut inventé par le physicien néerlandais Frans Michel Penning, qui l'observa d'abord en 1927.
Ces mélanges sont utilisés dans des lampes à décharges de néon et dans les tubes fluorescents, ou encore dans les décharges contrôlées par barrière diélectriques pour prévenir la présence d'électrons trop énergétiques qui causent le régime filamentaire.

## Réaction
La réaction fait intervenir l'interaction d'un gaz monoatomique ({\displaystyle G_{mono}}) avec un autre, moléculaire cette fois ({\displaystyle G_{mol}}). La relation entre les différentes composantes est :
{\displaystyle G_{mono}^{*}+G_{mol}\rightarrow G_{mol}^{+}+G_{mono}+e^{-}}.
Ce type d'ionisation est possible seulement si la molécule en question a un seuil d'ionisation plus bas que l'énergie interne d'un atome dans un état excité.